# 칼로바이
칼로바이는 대한민국의 음료수를 주로 생산하는 기업이다.

## 설명
칼로바이는 2017년에 설립된 기업으로 본사는 서울특별시 강남구 청담동에 위치하고 있다. 칼로바이의 주요 사업은 음료수를 만들어서 제조하는 것으로 제조한 제품은 편의점이나 마트에 공급하여 판매하고 있다. 칼로바이사에서 만드는 제품 중에 대표적인 제품은 프로틴 스파클링이며 이외에 다른 건강식품 음료수를 제조한다. 회사의 중요한 정책은 회의실에서 진행하며 회의실에서는 기업이 앞으로 나아갈 정책을 토론하여 정하게 된다.

## 같이 보기
- 음료수
- 기업